# Wheeler Oakman
Wheeler Oakman (Washington, 21 febbraio 1890 – Los Angeles, 19 marzo 1949) è stato un attore statunitense.

## Biografia
Nato a Washington nel 1890, Wheeler Oakman intraprese la carriera cinematografica nel 1912 alla Selig Polyscope, una casa di produzione di Chicago per cui girò quasi tutti i suoi primi film, diretto soprattutto da Colin Campbell. Lavorò con alcuni dei più popolari attori cowboy di quell'epoca, come Tom Santschi, Tom Mix e William S. Hart.
Tra il 1912 e il 1948, l'attore prese parte a quasi trecento film. Negli ultimi anni di carriera, i ruoli che più spesso gli venivano affidati furono soprattutto quelli dell'antagonista o del caratterista; più raramente, quello di protagonista, come era stato in alcuni film diretti da Tod Browning e nei suoi primi film alla Selig. A metà degli anni venti, divorziò dalla moglie, l'attrice Priscilla Dean, con cui nel 1920 aveva girato The Virgin of Stamboul e Outside the Law.
In A Woman of Pleasure, ebbe come partner Blanche Sweet, una delle attrici più note del cinema muto. Altre attrici che lo affiancarono furono Mae Murray, Mabel Van Buren, Alma Rubens, Kathlyn Williams, Colleen Moore. Nel 1932, lavorò a fianco di John Wayne nel western Texas Cyclone. Fu diretto da registi di genere ma anche da nomi illustri del cinema, come Frank Capra, Raoul Walsh o Mervyn LeRoy.
Morì a Van Nuys, in California, nel 1949, all'età di 58 anni.

## Galleria d'immagini

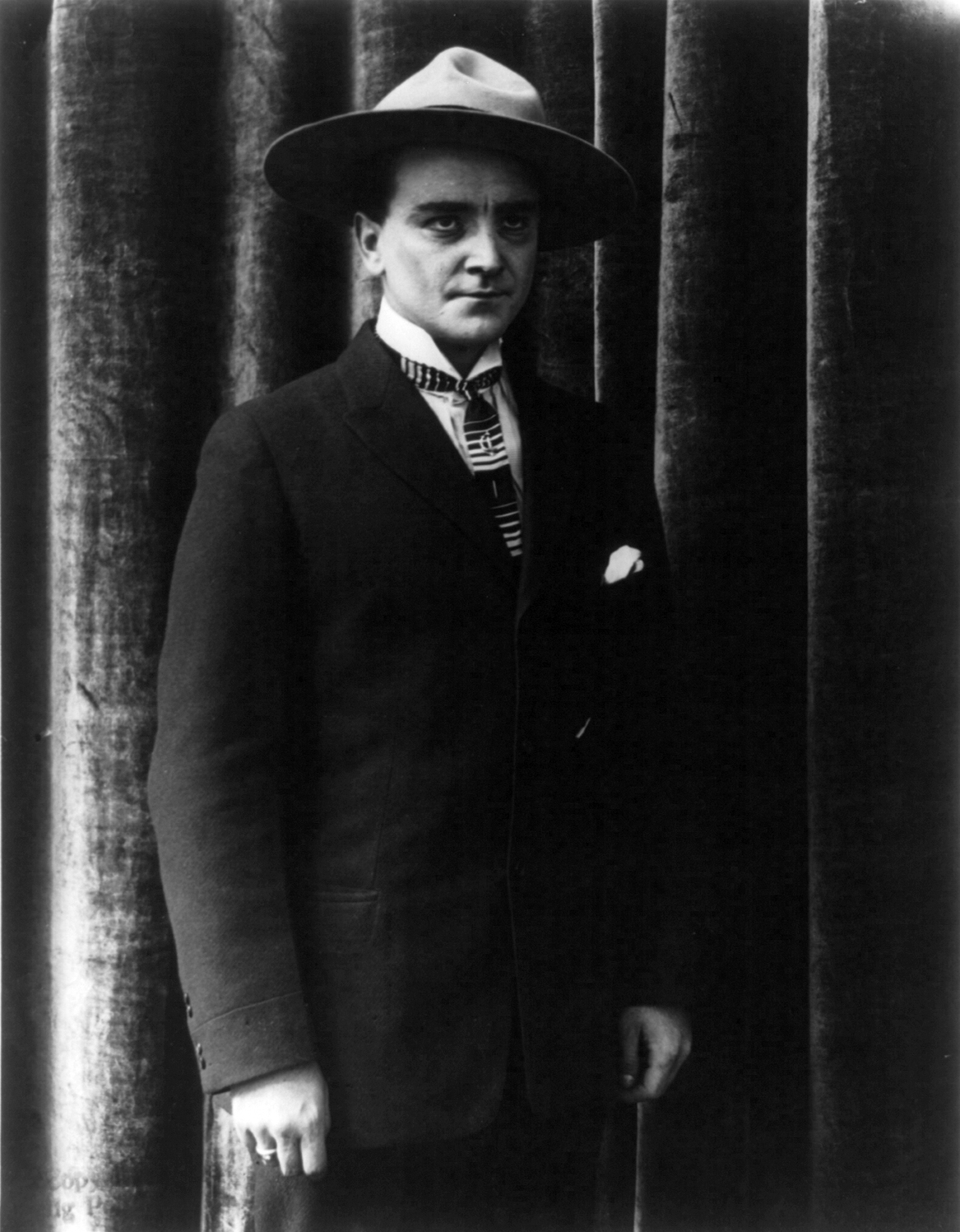
The Spoilers (1914)
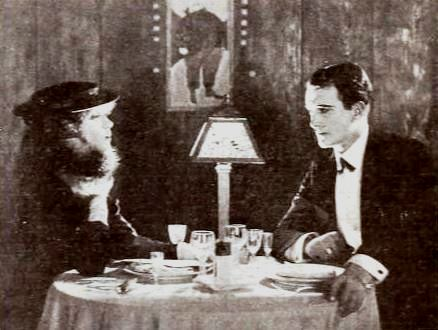
Princess Virtue (1917)
The Virgin of Stamboul (1920)
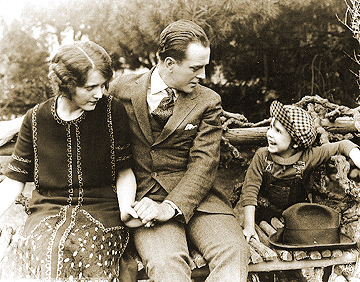
Peck's Bad Boy (1921)

## Filmografia
La filmografia è completa.

### Attore

#### 1912
- The Little Indian Martyr, regia di Colin Campbell - cortometraggio (1912)
- Sergeant Byrne of the Northwest Mounted Police, regia di Colin Campbell - cortometraggio (1912)
- The Indelible Stain, regia di Colin Campbell - cortometraggio (1912)
- The Trade Gun Bullet, regia di Hobart Bosworth - cortometraggio (1912)
- Partners, regia di Colin Campbell - cortometraggio (1912) )
- The Pity of It, regia di Colin Campbell - cortometraggio (1912) )
- The Great Drought, regia di Colin Campbell - cortometraggio (1912)
- How the Cause Was Won, regia di Fred W. Huntley - cortometraggio (1912)
- A Sad Devil, regia di Colin Campbell - cortometraggio (1912)
- Her Educator, regia di Lem B. Parker - cortometraggio (1912)
- Saved by Fire, regia di Lem B. Parker - cortometraggio (1912)
- When Helen Was Elected, regia di Lem B. Parker - cortometraggio (1912)
- The Vintage of Fate, regia di Lem B. Parker - cortometraggio (1912)
- The God of Gold, regia di Colin Campbell - cortometraggio (1912)
- Opitsah: Apache for Sweetheart, regia di Colin Campbell - cortometraggio (1912)
- The Millionaire Vagabonds, regia di Lem B. Parker - cortometraggio (1912)
- The Last of Her Tribe, regia di Colin Campbell - cortometraggio (1912)
- The Little Organ Player of San Juan, regia di Colin Campbell - cortometraggio (1912)

#### 1913
- Greater Wealth, regia di Colin Campbell - cortometraggio (1913)
- A Revolutionary Romance, regia di Colin Campbell - cortometraggio (1913)
- The Three Wise Men, regia di Colin Campbell - cortometraggio (1913)
- The Artist and the Brute, regia di Henry MacRae - cortometraggio (1913)
- The Early Bird, regia di Colin Camdipbell - cortometraggio (1913)
- The Flaming Forge, regia di Colin Campbell - cortometraggio (1913)
- The Story of Lavinia, regia di Colin Campbell - cortometraggio (1913)
- The Dancer's Redemption, regia di Colin Campbell - cortometraggio (1913)
- Sally in Our Alley, regia di Colin Campbell - cortometraggio (1913)
- A Prisoner of Cabanas, regia di Colin Campbell - cortometraggio (1913)
- Vengeance Is Mine, regia di Colin Campbell - cortometraggio (1913)
- Alas! Poor Yorick!, regia di Colin Campbell - cortometraggio (1913)
- Dollar Down, Dollar a Week, regia di Colin Campbell - cortometraggio (1913)
- Hiram Buys an Auto, regia di Colin Campbell - cortometraggio (1913)
- Her Guardian, regia di Lem B. Parker - cortometraggio (1913)
- In the Long Ago, regia di Colin Campbell - cortometraggio (1913)
- The Wordless Message, regia di Colin Campbell - cortometraggio (1913)
- Alone in the Jungle, regia di Colin Campbell - cortometraggio (1913)
- When Lillian Was Little Red Riding Hood, regia di Colin Campbell - cortometraggio (1913)
- Mrs. Hilton's Jewels, regia di E.A. Martin - cortometraggio (1913)
- When Men Forget, regia di Colin Campbell - cortometraggio (1913)
- Songs of Truce, regia di Colin Campbell - cortometraggio (1913)
- Budd Doble Comes Back, regia di Colin Campbell - cortometraggio (1913)
- A Wild Ride, regia di Colin Campbell - cortometraggio (1913)
- The Ne'er to Return Road, regia di Colin Campbell - cortometraggio (1913)
- Hope, regia di Colin Campbell - cortometraggio (1913)
- Phantoms, regia di Colin Campbell - cortometraggio (1913)
- The Hopeless Dawn, regia di Colin Campbell - cortometraggio (1913)
- Terrors of the Jungle, regia di Colin Campbell - cortometraggio (1913)
- The Master of the Garden, regia di Colin Campbell - cortometraggio (1913)
- Until the Sea..., regia di Colin Campbell - cortometraggio (1913)
- A Dip in the Briney, regia di Colin Campbell - cortometraggio (1913)

#### 1914
- On the Breast of the Tide, regia di Colin Campbell - cortometraggio (1914)
- The Uphill Climb, regia di Colin Campbell - cortometraggio (1914)
- The Tragedy of Ambition, regia di Colin Campbell - cortometraggio (1914)
- The Smuggler's Sister, regia di Colin Campbell - cortometraggio (1914)
- The Spoilers, regia di Colin Campbell (1914)
- The Salvation of Nance O'Shaughnessy, regia di Colin Campbell - cortometraggio (1914)
- The Fire Jugglers, regia di Edward LeSaint - cortometraggio (1914)
- The Cherry Pickers, regia di Colin Campbell - cortometraggio (1914)
- Shotgun Jones, regia di Colin Campbell - cortometraggio (1914))
- Me an' Bill, regia di Colin Campbell - cortometraggio (1914)
- In Defiance of the Law, regia di Colin Campbell - cortometraggio (1914)
- The Lily of the Valley, regia di Colin Campbell - cortometraggio (1914)
- His Fight, regia di Colin Campbell - cortometraggio (1914)
- The Wilderness Mail, regia di Colin Campbell - cortometraggio (1914)
- The Squatters, regia di Fred Huntley - cortometraggio (1914)
- The Mother Heart, regia di Colin Campbell - cortometraggio (1914)
- When the Cook Fell Ill, regia di Colin Campbell - cortometraggio (1914)
- Etienne of the Glad Heart, regia di Colin Campbell - cortometraggio (1914)
- Willie, regia di Colin Campbell - cortometraggio (1914)
- The Speck on the Wall, regia di Colin Campbell - cortometraggio (1914)
- The Reveler, regia di Colin Campbell - cortometraggio (1914)
- The White Mouse, regia di Colin Campbell - cortometraggio (1914)
- Chip of the Flying U, regia di Colin Campbell - cortometraggio (1914)
- When the West Was Young, regia di Colin Campbell - cortometraggio (1914)
- The Lonesome Trail, regia di Colin Campbell - cortometraggio (1914)
- The Going of the White Swan, regia di Colin Campbell - cortometraggio (1914)
- Hearts and Masks, regia di Colin Campbell - cortometraggio (1914)
- The Woman of It, regia di Colin Campbell - cortometraggio (1914)
- The Tragedy That Lived, regia di Colin Campbell - cortometraggio (1914)
- The Losing Fight, regia di Colin Campbell - cortometraggio (1914)
- The Story of the Blood Red Rose, regia di Colin Campbell - cortometraggio (1914)
- Her Sacrifice, regia di Colin Campbell - cortometraggio (1914)
- Il cacciatore di bisonti (In the Days of the Thundering Herd), regia di Colin Campbell e Francis J. Grandon - mediometraggio (1914)
- Till Death Us Do Part, regia di Colin Campbell - cortometraggio (1914)

#### 1915
- The Vision of the Shepherd, regia di Colin Campbell - cortometraggio (1915)
- The Carpet from Bagdad, regia di Colin Campbell (1915)
- The Melting Pot, regia di Oliver D. Bailey e James Vincent  - cortometraggio (1915)
- Willie Goes to Sea, regia di Colin Campbell - cortometraggio (1915)
- Sands of Time, regia di Colin Campbell - cortometraggio (1915)
- The Rosary, regia di Colin Campbell (1915)
- Ebb Tide, regia di Colin Campbell - cortometraggio (1915)
- The Strange Case of Talmai Lind, regia di William Robert Daly - cortometraggio (1915)
- 'Neath Calvary's Shadows, regia di William Robert Daly - cortometraggio (1915)
- The Runt, regia di Colin Campbell - cortometraggio (1915)
- Sweet Alyssum, regia di Colin Campbell (1915)
- Just as I Am, regia di Colin Campbell  - cortometraggio (1915)
- The Golden Spurs, regia di Lloyd B. Carleton - cortometraggio (1915)

#### 1916
- The Devil-in-Chief, regia di Colin Campbell  - cortometraggio (1916)
- The Dragnet, regia di Frank Beal - cortometraggio (1916)
- The Black Orchid, regia di Thomas N. Heffron - cortometraggio (1916)
- Il vendicatore (Hell's Hinges), regia di Charles Swickard e, non accreditati, William S. Hart e Clifford Smith (1916)
- Toll of the Jungle, regia di Tom Santschi - cortometraggio (1916)
- The Ne'er Do Well, regia di Colin Campbell (1916)
- A Social Deception, regia di Thomas N. Heffron - cortometraggio (1916)
- The Cycle of Fate, regia di Marshall Neilan (1916)
- The Battle of Hearts, regia di Oscar Apfel (1916)
- The Private Banker, regia di Tom Santschi - cortometraggio (1916)
- The Crisis, regia di Colin Campbell (1916)
- The Brand of Cain, regia di Colin Campbell - cortometraggio (1916)

#### 1917
- The Love of Madge O'Mara, regia di Colin Campbell - cortometraggio (1917)
- Her Heart's Desire, regia di Colin Campbell - cortometraggio (1917)
- Tradita (Betrayed), regia di Raoul Walsh (1917)
- Her Salvation - cortometraggio (1917)
- Between Man and Beast, regia di Colin Campbell - cortometraggio (1917)
- The Victor of the Plot, regia di Colin Campbell - cortometraggio (1917)
- The Law North of 65, regia di Colin Campbell - cortometraggio (1917)
- Princess Virtue, regia di Robert Z. Leonard (1917)
- Face Value, regia di Robert Z. Leonard (1917)

#### 1918
- I Love You, regia di Walter Edwards (1918)
- Revenge, regia di Tod Browning (1918)
- The Claim, regia di Frank Reicher (1918)
- Mickey, regia di F. Richard Jones e James Young (1918)

#### 1919
- False Evidence, regia di Edwin Carewe (1919)
- The Splendid Sin, regia di Howard M. Mitchell (1919)
- Il ritorno al paradiso terrestre (Back to God's Country), regia di David Hartford (1919)
- A Woman of Pleasure, regia di Wallace Worsley (1919)
- Eve in Exile, regia di Burton George (1919)

#### 1920
- The Virgin of Stamboul, regia di Tod Browning (1920)
- What Women Love, regia di Nate Watt (1920)
- Outside the Law, regia di Tod Browning (1920)

#### 1921
- Biricchinate (Peck's Bad Boy), regia di Sam Wood (1921)
- Penny of Top Hill Trail, regia di Arthur Berthelet (1921)
- A Wise Fool, regia di George Melford (1921)

#### 1922
- The Son of the Wolf, regia di Norman Dawn (1922)
- The Half Breed, regia di Charles A. Taylor (1922)

#### 1923
- Slippy McGee, regia di Wesley Ruggles (1923)
- Mine to Keep, regia di Ben F. Wilson (1923)
- The Love Trap, regia di John Ince (1923)
- Other Men's Daughters, regia di Ben F. Wilson (1923)

#### 1925
- Lilies of the Streets, regia di Joseph Levering (1925)
- The Pace That Thrills, regia di Webster Campbell (1925)

#### 1926
- In Borrowed Plumes, regia di Victor Halperin (1926)
- Fangs of Justice, regia di Noel M. Smith (1926)

#### 1927
- Heroes of the Night, regia di Frank O'Connor (1927)
- The Snarl of Hate, regia di Noel M. Smith (1927)
- Hey! Hey! Cowboy, regia di Edward Laemmle, Lynn Reynolds (1927)
- Out All Night, regia di William A. Seiter (1927)

#### 1928
- The Heart of Broadway, regia di Duke Worne (1928)
- The Broken Mask, regia di James P. Hogan (1928)
- Top Sergeant Mulligan, regia di James P. Hogan (1928)
- Danger Patrol, regia di Duke Worne (1928)
- Black Feather, regia di John Ince (1928)
- The Masked Angel, regia di Frank O'Connor (1928)
- Lights of New York, regia di Bryan Foy (1928)
- The Good-Bye Kiss, regia di Mack Sennett (1928)
- Mentre la città dorme (While the City Sleeps), regia di Jack Conway (1928)
- Il potere della stampa (The Power of the Press), regia di Frank Capra (1928)
- What a Night!

#### 1929
- Amore e guerra (Morgan's Last Raid), regia di Nick Grinde (1929)
- The Devil's Chaplain, regia di Duke Worne (1929)
- Clem, bizzarro monello (The Shakedown), regia di William Wyler (1929)
- L'affare Donovan (The Donovan Affair), regia di Frank Capra (1929)
- La carne e l'anima (Father and Son), regia di Erle C. Kenton (1929)
- On with the Show!, regia di Alan Crosland (1929)
- Handcuffed, regia di Duke Worne (1929)
- Hurricane, regia di Ralph Ince (1929)
- La reginetta delle canzoni (The Girl from Woolworth's), regia di William Beaudine (1929)
- La gheisa di Shanghai (Shanghai Lady), regia di John S. Robertson (1929)
- Derby d'amore (Little Johnny Jones), regia di Mervyn LeRoy (1929)
- Rivista delle nazioni (The Show of Shows), regia di John G. Adolfi (1929)

#### 1930
- Hello, Baby, regia di Larry Ceballos - cortometraggio (1930)
- Roaring Ranch, regia di B. Reeves Eason (1930)
- The Big Fight, regia di Walter Lang (1930)
- The Bad Man, regia di Clarence G. Badger (1930)
- On Your Back, regia di Guthrie McClintic (1930)
- The Costello Case, regia di Walter Lang (1930)

#### 1931
- The Lawless Woman, regia di Richard Thorpe (1931)
- The Sky Raiders
- La peccatrice (The Good Bad Girl), regia di Roy William Neill (1931)
- The Back Page
- First Aid

#### 1932
- Devil on Deck, regia di Wallace Fox (1932)
- Texas Cyclone, regia di D. Ross Lederman (1932)
- The Airmail Mystery, regia di Ray Taylor (1932)
- The Riding Tornado, regia di D. Ross Lederman (1932)
- Two-Fisted Law, regia di D. Ross Lederman (1932)
- Beauty Parlor, regia di Richard Thorpe (1932)
- The Honor of the Press, regia di Breezy Eason (B. Reeves Eason) (1932)
- The Boiling Point
- Gorilla Ship, regia di Frank R. Strayer (1932)
- The Western Code, regia di John P. McCarthy (1932)
- The Heart Punch, regia di B. Reeves Eason (1932)
- Speed Damon, regia di D. Ross Lederman (1932)
- Guilty or Not Guilty, regia di Albert Ray (1932)
- End of the Trail, regia di D. Ross Lederman (1932)
- Sundown Rider, regia di Lambert Hillyer (1932)

#### 1933
- Man of Action, regia di George Melford (1933)
- Revenge at Monte Carlo, regia di Reeves Eason (1933)
- Silent Men
- Soldiers of the Storm, regia di D. Ross Lederman (1933)
- Rusty Rides Alone, regia di D. Ross Lederman (1933)
- Hot Hoofs, regia di Harry Edwards - cortometraggio (1933)
- Hold the Press, regia di Phil Rosen (1933)
- Broadway Thru a Keyhole, regia di Lowell Sherman (1933)
- Blood Money, regia di Rowland Brown (1933)

#### 1934
- Palooka, regia di Benjamin Stoloff (1934)
- Paradise Valley, regia di James P. Hogan (1934)
- The Lost Jungle, regia di David Howard e Armand Schaefer (1934)
- One Is Guilty, regia di Lambert Hillyer (1934)
- L'agente n. 13 (Operator 13), regia di Richard Boleslawski (1934)
- The Lost Jungle, regia di David Howard e Armand Schaefer (1934)
- Il mistero del ranch (In Old Santa Fe), regia di David Howard e, non accreditato, Joseph Kane (1934)
- Frontier Days, regia di Robert F. Hill (1934)
- Undercover Men, regia di Sam Newfield (1934)
- Murder in the Clouds, regia di D. Ross Lederman (1934)

#### 1935
- Thoroughbred, regia di Sam Newfield (1935)
- Square Shooter
- The Phantom Empire, regia di Otto Brower e Breezy Easton (B. Reeves Eason) (1935)
- The Case of the Curious Bride, regia di Michael Curtiz (1935)
- La pattuglia dei senza paura ('G' Men), regia di William Keighley (1935)
- La donna dello scandalo (The Headline Woman), regia di William Nigh (1935)
- Motive for Revenge, regia di Burt P. Lynwood (1935)
- Code of the Mounted, regia di Sam Newfield (1935)
- Born to Gamble, regia di Phil Rosen (1935)
- Trails of the Wild, regia di Sam Newfield (1935)
- The Adventures of Rex and Rinty, regia di Ford Beebe, B. Reeves Eason (1935)
- The Man from Guntown, regia di Ford Beebe (1935)
- La corazzata Congress (Annapolis Farewell), regia di Alexander Hall (1935)
- Il grande nemico (Special Agent), regia di William Keighley (1935)
- Death from a Distance, regia di Frank R. Strayer (1935)
- Timber War, regia di Sam Newfield (1935)

#### 1936
- The Mysterious Avenger, regia di David Selman (1936)
- Roarin' Guns, regia di Sam Newfield (1936)
- Darkest Africa, regia di B. Reeves Eason e Joseph Kane (1936)
- Song of the Trail, regia di Russell Hopton (1936)
- Aces and Eights, regia di Sam Newfield (1936)
- Ghost Patrol
- Kelly the Second, regia di Gus Meins (1936)
- Gambling with Souls, regia di Elmer Clifton (1936)
- Death in the Air, regia di Elmer Clifton (1936)

#### 1937
- Bank Alarm, regia di Louis J. Gasnier (1937)
- Slaves in Bondage, regia di Elmer Clifton (1937)
- Radio Patrol, regia di Ford Beebe e Clifford Smith (1937)

#### 1938
- Land of Fighting Men, regia di Alan James (1938)
- Flash Gordon's Trip to Mars, regia di Ford Beebe e Ray Taylor (1938)
- Code of the Rangers, regia di Sam Newfield (1938)
- The Texans, regia di James P. Hogan (1938)
- Red Barry, regia di Ford Beebe e Alan James (1938)

#### 1939
- I moschettieri della prateria (In Old Montana), regia di Bernard B. Ray (1939)
- The Lone Ranger Rides Again, regia di John English, William Witney (1939)
- Buck Rogers (Buck Rogers), regia di Ford Beebe e Saul A. Goodkind (1939)
- Uomini e lupi (Wolf Call), regia di George Waggner (1939)
- Gli ammutinati (Mutiny in the Big House), regia di William Nigh (1939)
- Torture Ship, regia di Victor Halperin (1939)
- Scacco al patibolo (Buried Alive), regia di Victor Halperin (1939)

#### 1941
- Escort Girl, regia di Edward E. Kaye (1941)
- The Medico of Painted Springs, regia di Lambert Hillyer (1941)
- Double Trouble, regia di William West (1941)

#### 1942
- So's Your Aunt Emma!, regia di Jean Yarbrough (1942)
- A mezzanotte corre il terrore (Bowery at Midnight), regia di Wallace Fox (1942)
- Fall In, regia di Kurt Neumann (1942)

#### 1943
- The Adventures of Smilin' Jack, regia di Lewis D. Collins e Ray Taylor (1943)
- The Fighting Buckaroo, regia di William Berke (1943)
- Kid Dynamite, regia di Wallace Fox (1943)
- L'uomo scimmia (The Ape Man), regia di William Beaudine (1943)
- Saddles and Sagebrush, regia di William Berke (1943)
- Spotlight Revue, regia di William Beaudine (1943)
- Spettri all'arrembaggio (Ghosts on the Loose), regia di William Beaudine (1943)
- The Girl from Monterrey, regia di Wallace Fox (1943)
- Campus Rhythm, regia di Arthur Dreifuss (1943)

#### 1944
- What a Man, regia di William Beaudine (1944)
- Sundown Valley, regia di Benjamin H. Kline (1944)
- Riding West, regia di William Berke (1944)
- Three of a Kind, regia di D. Ross Lederman (1944)
- Bowery Champs, regia di William Beaudine (1944)

#### 1945
- Mom and Dad, regia di William Beaudine (1945)
- Brenda Starr, Reporter, regia di Wallace Fox (1945)
- Rough Ridin' Justice, regia di Derwin Abrahams (1945)
- Trouble Chasers, regia di Lew Landers (1945)
- L'avventuriera di San Francisco (Allotment Wives), regia di William Nigh (1945)
- Who's Guilty?, regia di Howard Bretherton e Wallace Grissell

#### 1946
- Hop Harrigan, regia di Derwin Abrahams (1946)
- In Fast Company, regia di Del Lord (1946)
- L'erede di Robin Hood (Son of the Guardsman), regia di Derwin Abrahams (1946)

#### 1947-1948
- Jack Armstrong, regia di Wallace Fox (1947)
- Brick Bradford, regia di Spencer Gordon Bennet e Thomas Carr (1947)
- Superman

### Sceneggiatore
- The Man in Black, regia di Edward LeSaint - cortometraggio (1914)